# Passalus
Passalus (лат.) — род сахарных жуков из семейства пассалиды (Passalidae). Неотропика. Известно около 170 видов. Встречается в тропиках, в Южной Америке, Юго-Восточной Азии и Австралии.

## Описание
Крупного размера жуки, которые имеют длину 3 — 5 см, буровато-чёрные, блестящие. Максила с лациниями, двузубчатыми в апикальной трети. Антеннальная булава с тремя ламелями (пять у Passalus rhodocanthopoides и четыре у Passalus interstitialis). Медиобазальный участок ментума выступающий. Простернеллум ромбовидный. Клипеус скрыт под лицевым склеритом. Фронтоклипеус отсутствует.
Голова большая и широкая, с маленькими круглыми фасеточными глазами, разделенными полосой на две части. Посередине лба часто имеется короткий рог. Верхняя губа и мандибулы сильно развиты, последние хорошо заметны сверху. Усики 10-члениковые, С-образные, но не приземистые, крайние три-пять члеников имеют листовидные выступы и образуют рыхлый веер, который не может смыкаться. Грудной щит (переднеспинка) при осмотре сверху квадратная, более широкая, чем длинная, блестящая, с продольной бороздой посередине. Между грудным щитом и надкрыльями имеется четкое узкое разделение. Надкрылья довольно длинные, параллельносторонние, блестящие, с глубокими продольными полосами. Нижняя сторона жука часто покрыта отстоящими желтоватыми щетинками. Ноги сильные, особенно передние. Передние ноги (голени) снаружи имеют шипы, средние и задние — по две продольные полосы.
Взрослые особи и личинки живут вместе в гниющей древесине, образуя своеобразное сообщество. Эта особенность называется субсоциальностью и необычна для жуков. Взрослые жуки жуют древесную щепу, которой скармливают личинкам, тем самым способствуя пищеварению. И взрослые особи, и личинки также поедают фекалии взрослых жуков (так называемая копрофагия). Это увеличивает выход питательных веществ, поскольку фекалии заражены микрофлорой (бактериями и другими микроорганизмами), которые выделяют питательные вещества из дерева. Взрослые жуки также помогают личинкам построить куколочную камеру, где они могут превратиться в куколку. Взрослые особи и личинки общаются друг с другом с помощью звуков, было идентифицировано не менее 14 различных вокалов. Взрослые жуки издают звук, потирая задней частью тела о крылья, личинки — трением задней пары ног о бёдра средней пары ног.

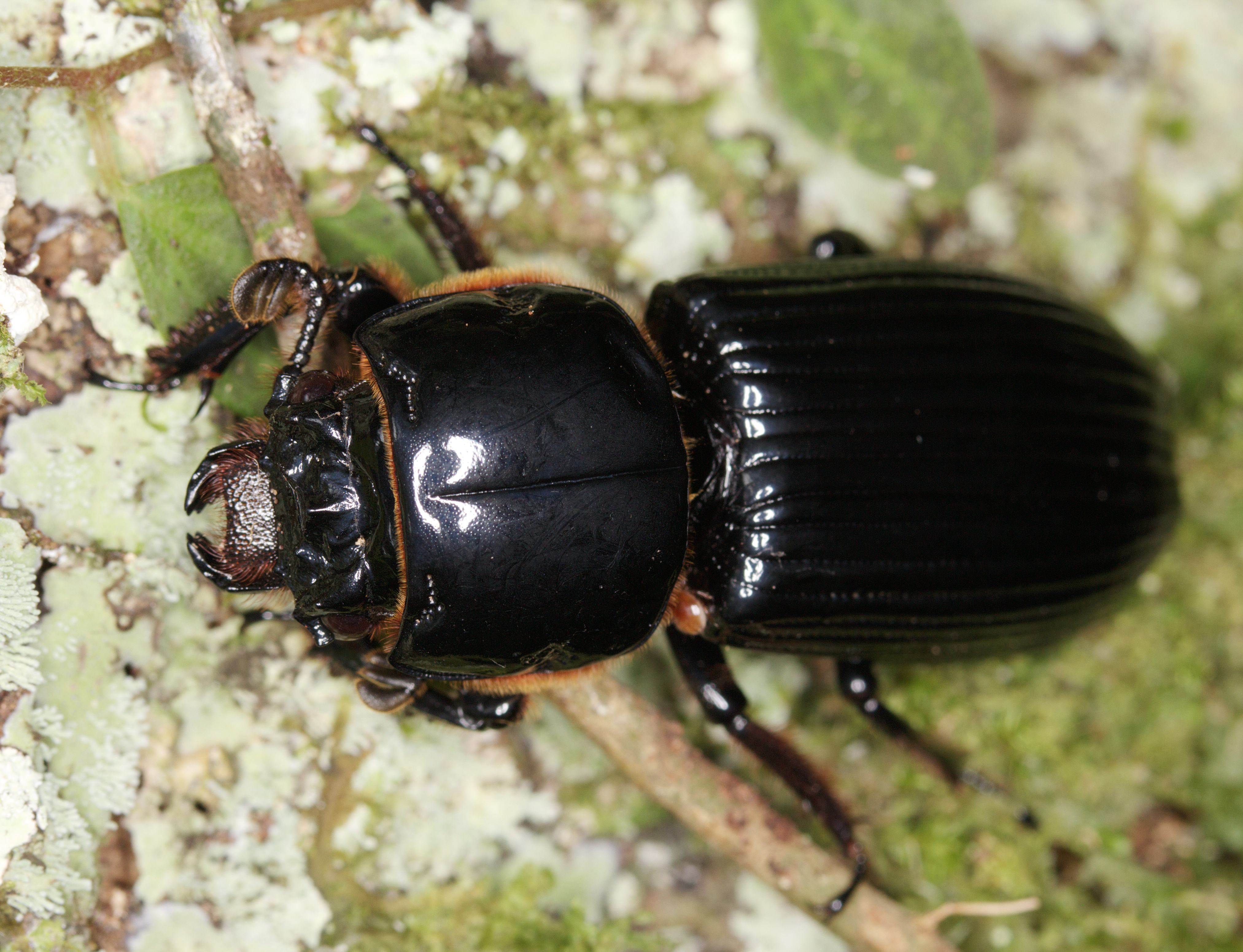

## Систематика
Известно около 170 видов в составе рода принимаемого в широком таксономическом объёме. В подроде P. (Pertinax) 81 вид, в подроде P. (Mitrorhinus) 11 видов и 79 вид в номинативном подроде — в P. (Passalus). У Passalus (Mitrorhinus) нет бескрылых видов, а у P. (Passalus) брахиптерные виды относятся к группе Petrejus; из 33 видов около 6 имеют редукцию крыла, хотя точное число может быть больше, а у Passalus (Pertinax) 11 из 81 вида являются брахиптерными. Делимитация родов трибы Passalini (Passalus, Paxillus, Spasalus Kaup 1869, Ptichopus Kaup 1869, Passipassalus Fonseca and Reyes-Castillo 1993, Ameripassalus Jiménez-Ferbans and Reyes-Castillo, 2014) сталкивается со значительными проблемами. В настоящее время Passalus подразделяется на три подрода (Mitrorhinus, Pertinax, Passalus), хотя их разграничение сомнительно. Фонсека (1987) указал, что не смог найти однозначной синапоморфии для определения Passalus, и пришел к выводу, что род, скорее всего, немонофилетический, что было поддержано в последующих филогенетических исследованиях, включающих представителей Passalus s.l. (Boucher 2006; Beza-Beza et al. 2020). Филогенетический анализ, проведенный Gillogly (2005) и Boucher (2006), позволяет считать подрод Pertinax более близким к Proculini, чем к другим представителям Passalus. Кроме того, в филогенетическом анализе группы видов Rhodocanthopus, проведенном Jiménez-Ferbans et al. (2016b), подрод Pertinax оказался не монофилетичным. Осложняет ситуацию то, что Людервальдт (1913) создал в составе подрода Passalus три секции (не признанные Международным кодексом зоологической номенклатуры): «Neleus», «Phoroneus» и «Petrejus». Однако до настоящего времени ни один автор не пересмотрел ни род, ни секции, чтобы установить точное разграничение между этими секциями. Другие роды Passalini также являются предметом таксономических споров, а постоянные номенклатурные изменения показывают нечеткость границ между родами. Например, Passalus hylaius (Fonseca & Reyes-Castillo, 1994) и Passalus carajaensis (Fonseca and Ribeiro, 1993) первоначально были описаны в Ptichopus, а затем перенесены в Passalus (Pertinax) Буше (2006). Среди синонимов около 50 таксонов, в том числе:

### Синонимы
- Alocerus Zang, 1905
- Aponelides Kuwert, 1896
- Calidas Kuwert, 1896
- Cassius Kuwert, 1891
- Epipertinax Kuwert, 1891
- Epiphanus Kaup, 1871
- Epiphoroneus Arrow, 1907
- Epipleurothrix Zang, 1905
- Gnomon Zang, 1905
- Lasioperix Zang, 1905

### Список видов
- Passalus abortivus Percheron, 1835
- Passalus aculeatus Percheron, 1835
- Passalus aduncus Erichson, 1847
- Passalus aequatrialis (Kirsch, 1885)
- Passalus affinis Percheron, 1835
- Passalus alfaroi (Pangella, 1905)
- Passalus alius (Kuwert, 1898)
- Passalus alticola (Kirsch, 1885)
- Passalus anguliferus Percheron, 1835
- Passalus antillarum (Arrow, 1906)
- Passalus archidonae (Arrow, 1906)
- Passalus armatus Perty, 1830
- Passalus arrowi Hincks, 1934
- Passalus barrus Boucher & Reyes-Castillo, 1991
- Passalus beinlingi (Kuwert, 1891)
- Passalus beneshi Hincks, 1950
- Passalus binominatus Percheron, 1841
- Passalus bolivianus  Jiménez-Ferbans, Reyes-Castillo & Schuster, 2019
- Passalus brevifrons (Kuwert, 1891)
- Passalus bucki Luederwaldt, 1931
- Passalus caelatus Erichson, 1847
- Passalus camerani Pangella, 1905
- Passalus canoi Jiménez-Ferbans, Reyes-Castillo & Schuster, 2019
- Passalus catharinae Gravely, 1918
- Passalus cayor Percheron, 1835
- Passalus chechai
- Passalus chingaencis Reyes-Castillo & Garcia, 1991
- Passalus clypeoneleus (Kuwert, 1891)
- Passalus coarctatus Percheron, 1835
- Passalus confusus (Kuwert, 1891)
- Passalus coniferus Eschscholtz, 1829
- Passalus connatus Luederwaldt, 1941
- Passalus convexus Dalman, 1817
- Passalus coordinatus (Kuwert, 1891)
- Passalus cuneatus Hincks, 1950
- Passalus curtus (Kaup, 1869)
- Passalus dechambrei Boucher, 1986
- Passalus denticollis (Kaup, 1869)
- Passalus depressicornis (Kirsch, 1885)
- Passalus dimidiatifrons (Kuwert, 1891)
- Passalus discrepans (Kuwert, 1891)
- Passalus dubitans (Kuwert, 1891)
- Passalus ecuadorensis Gravely, 1918
- Passalus elfriedae Luederwaldt, 1931
- Passalus epiphanoides (Kuwert, 1891)
- Passalus episcopus Kuwert, 1891
- Passalus expositus Kaup, 1869
- Passalus fastigatus Fonseca, 1999
- Passalus ferenudus (Kuwert, 1898)
- Passalus florezi
- Passalus fractus (Kuwert, 1891)
- Passalus frater (Kuwert, 1891)
- Passalus frontidivisus Kuwert, 1891
- Passalus gaboi
- Passalus geometricus Percheron, 1835
- Passalus glaber Gravely, 1918
- Passalus glaberrimus Eschscholtz, 1829
- Passalus glabrifrons (Kuwert, 1891)
- Passalus glabristernus (Kuwert, 1891)
- Passalus gladiator (Kuwert, 1891)
- Passalus gonzalezae Jiménez-Ferbans, Reyes-Castillo & Schuster, 2019
- Passalus gracilis (Kaup, 1869)
- Passalus gravelyi Moreira, 1922
- Passalus guatemalensis (Kaup, 1869)
- Passalus halffterorum Jiménez-Ferbans, Reyes-Castillo, Schuster & Beza-Beza, 2017
- Passalus henrici (Rosmini, 1902)
- Passalus hubneri (Kuwert, 1898)
- Passalus humericrinitus (Kuwert, 1891)
- Passalus inca (Zang, 1905)
- Passalus incertus Percheron, 1841
- Passalus inops Truqui, 1857
- Passalus interruptus (Linnaeus, 1758)typus
- Passalus interstitialis Eschscholtz, 1829
- Passalus inundulifrons (Kuwert, 1898)
- Passalus irregularis (Kuwert, 1891)
- Passalus itatiayae Luederwaldt, 1934
- Passalus jansoni (Bates, 1886)
- Passalus kaupi Boucher, 2005
- Passalus kleinei (Kuwert, 1891)
- Passalus labroexcisus (Kuwert, 1898)
- Passalus lanei (Pereira, 1939)
- Passalus languidus (Kuwert, 1891)
- Passalus latidens (Kuwert, 1891)
- Passalus latifrons Percheron, 1841
- Passalus lestradei Boucher, 1986
- Passalus loici (Boucher, 2001)
- Passalus loureiroi Pereira, 1939
- Passalus luederwaldti Hincks, 1940
- Passalus lunaris (Kaup, 1869)
- Passalus maillei Percheron, 1841
- Passalus mancus Burmeister, 1847
- Passalus manlioides (Kuwert, 1898)
- Passalus matilei (Boucher, 2001)
- Passalus michaeli Boucher, 1986
- Passalus mirabilis (Kuwert, 1891)
- Passalus morio Percheron, 1835
- Passalus mucronatus Burmeister, 1847
- Passalus nasutus Percheron, 1835
- Passalus neivai Pereira, 1940
- Passalus nevermanni Luederwaldt, 1941
- Passalus nigidioides Hincks, 1949
- Passalus nobilii (Rosmini, 1902)
- Passalus nodifrons Dibb, 1948
- Passalus occipitalis Eschscholtz, 1829
- Passalus opacus Gravely, 1918
- Passalus paucuvillosus Jiménez-Ferbans, Reyes-Castillo & Schuster, 2018
- Passalus pauloensis Luederwaldt, 1931
- Passalus pauxillus Kuwert, 1891
- Passalus peregrinum (Kuwert, 1898)
- Passalus perparvulus (Kuwert, 1898)
- Passalus perplexus (Kaup, 1869)
- Passalus pertyi (Kaup, 1869)
- Passalus peruvianus (Kuwert, 1898)
- Passalus petrejoides (Kuwert, 1891)
- Passalus plicatus Percheron, 1835
- Passalus polli Gravely, 1918
- Passalus procerus Hincks, 1940
- Passalus prominens Gravely, 1918
- Passalus pseudoconvexus Boucher, 1990
- Passalus pubicostatus (Kuwert, 1898)
- Passalus pugionatus Burmeister, 1847
- Passalus pugionifer (Kuwert, 1891)
- Passalus punctatostriatus Percheron, 1835
- Passalus punctiger Lepeletier & Audinet-Serville, 1825
- Passalus punctulatus (Kaup, 1869)
- Passalus quadricollis Eschscholtz, 1829
- Passalus quitensis (Kaup, 1871)
- Passalus radiatus (Kuwert, 1898)
- Passalus recticlypeatus (Kuwert, 1898)
- Passalus rex (Kuwert, 1898)
- Passalus reyeri Fonseca, 1989
- Passalus rhodocanthopoides (Kuwert, 1891)
- Passalus rotundatus Hincks, 1940
- Passalus ruehli (Kuwert, 1891)
- Passalus rugosus Gravely, 1918
- Passalus rusticus Percheron, 1835
- Passalus rzedowskiorum Jiménez-Ferbans, Reyes-Castillo, Schuster & Beza-Beza, 2017
- Passalus sagittarius Smith, 1852
- Passalus santensis Luederwaldt, 1931
- Passalus sarryi Boucher, 1986
- Passalus schaufussi Kuwert, 1891
- Passalus schneideri Kuwert, 1898
- Passalus serankuai
- Passalus sicatus Burmeister, 1847
- Passalus simulans (Kuwert, 1891)
- Passalus spinifer Percheron, 1841
- Passalus spiniger (Bates, 1886)
- Passalus spinipes Gravely, 1918
- Passalus spinosus (Kuwert, 1898)
- Passalus spinulosus Hincks, 1934
- Passalus striatissimus Luederwaldt, 1934
- Passalus stultus (Kuwert, 1891)
- Passalus sulcatipons (Kuwert, 1891)
- Passalus sulcifrons (Kuwert, 1898)
- Passalus suturalis Burmeister, 1847
- Passalus toriferus Eschscholtz, 1829
- Passalus umbriensis Hincks, 1950
- Passalus unicornis Lepeletier & Audinet-Serville, 1825
- Passalus unimagdalenae Jiménez-Ferbans, Amat-García & Reyes-Castillo, 2012
- Passalus variiphylus (Kuwert, 1891)
- Passalus zangi Hincks, 1934
- Passalus zikani Luederwaldt, 1929